# 193 Ambrosia
Ambrosia /æmˈbroʊʒiə/ (định danh hành tinh vi hình: 193 Ambrosia) là một tiểu hành tinh ở vành đai chính.
Ngày 28 tháng 2 năm 1879, nhà thiên văn học người Pháp gốc Corsican Jérôme E. Coggia phát hiện tiểu hành tinh Ambrosia khi ông thực hiện quan sát tại Đài thiên văn Marseille và đặt tên nó theo tên Ambrosia, một món ăn ngon của các thần trong thần thoại Hy Lạp.